# Zobriszani Szloven i Szlovenka med Műrov i Rábov
Zobriszani Szloven i Szlovenka med Műrov i Rábov (Izobraženi Slovenec in Slovenska med Muro in Rabo, madžarsko Művelt szlovén férfi és nő a Mura és a Rába között) je etiketa, ki jo je leta 1845 napisal Jožef Košič. Najpomembnejša vloga knjige je bila obnova prekmurskega knjižnega jezika. Košič je uporabljal tudi elemente štajerskega in kajkavskega narečja.
Knjiga je izhajala v Kermendinu (Körmend) obljavljena anonimo in brez letnice: Zobriszani Szloven i Szlovenka med Műrov i Rabov. Nájde ste v-Körmendíni pri Udvary Ferenci Knigovezari.

## Zgodovina in vsebina
Štajerski slovenski pisatelj in politik Božidar Raič je podaril piscu Košiča te spremne besede ter tako omogočil njeno raziskovanje. To je bil prvi vir knjige Zobriszani Szloven i Szlovenka.

Knjiga je verjetno bila tiskana po letu 1845, ker Košič ponatiskuje na listu naslova madžarski poziv kr. namestniškega sveta v Budimu z dne 28. avgust, 1845 duhovnikom in učiteljem, naj skrbijo za olikano vedenje ljudstva, in pred letom 1848, ko je Košič izdal naslednjo svojo knjigo.
Drugi vir knjige je Anton M. Slomšek: Blashe ino Neshiza v nedelski sholi, ki so izdali prvič 1842, v Celju, potem 1848 (tedaj že v gajici) in 1857. Knjiga je bila namenjena duhovnikom in organistom-učiteljem, ki so poučevali na nadaljevalni (nedelski) šoli in vsem, ki niso mogli obiskovati državne šole. Blashe ino Neshiza mu je bila notranja pobuda in velika pomoč pri tem delu.
Košič zato ni napisal svojega imena na knjigo, ker je njen del povzel ali dobesedno ali skrajšano po Slomškovi knjigi. Da je Košič na skrajnem robu slovenskega narodnega in jezikovnega ozemlja komaj štiri leta po objavi Slomškove knjige priredil njen znaten del v prekmurščini, je pomemben dokaz o kulturnih stikih Slovenske krajine (Prekmurje in Porabje) s Slovenci v Habsburškem cesarstvu.
Košič je povzel po Slomškovi knjigi nekatere odstavke bolj svobodno. Napr. v poglavju Solszke regule je 7. prevzeta iz 12. pri Slomšku 7. in 10. pa po 10. O redu v šoli prevzeto svobodno po Slomškovem 4. poglavju: Pervosholzi dobre vole.
| VII. Kí kaj hüdoga vidi ali csűje od drügoga, more vucsiteli ovaditi; ednok krivicsni touzsizi edendrügoga, je prepovedano. X. Po souli more vszáki posteno domou íti, i po pouti nej júvkati, na repicze goriszkákati, ali z-kém se szvajüvati, nej v krcsmi plész glédati, nej vogláriti ni vudné, niti v-nocsi it. v. |

Skoro dobesedno je po Slomšku prevzel prinere za zlogovanje: Ka-ša, na-ša, pa-ša itn. Tudi prvi in zadnji odstavek na str. 13, bolj samostojno je priredil poglavje Solszka Poszküsba.
| Csi solarje pri vszáksoj priliki znájo csedno gúcsati, i na szvoje djánje i nihánje dostojno paziti, – lübim sztarisom, i ovim domácsim pokázsejo toti, da so nej zahmán v-soulo hodili: zvün toga denok tüdi Gospoudje dühovni ino szvetszki, ki se májo skrbeti za bozso diko, ino sebi narocsenih krsztsenikov vremenitno i vekivecsno szrecso, – pa i vezolne szlovensine postenyé, – bi radi zvedli: jeli se krsztsánsztva i Szlovensztva mladike v-dober kraj vugibajo?! – |

Zelo natanko pa je Košič povzel po Slomšku naslednjih devet poglavij o lepem vedenju in naravnem življenju.

Uvodni sestavek Nike obcsinszke i poszebne návade i segé je samostojen, v naslednjih poglavjih pa je ponekod vrinil kak svoj stavek, toda po Slomšku je prevzel celo neprekmurske besede, kot: korenyák. Slomškove točke je ponekod razširil, drugod skrčil. Tak obsežnejši samostojni uvod je poglavje: Kakda sze drzsis na káksem gosztsenyej? Domače razmere je opisal v uvodu v poglavje. Tudi Slomškovega vrstnega reda poglavij se ni držal dosledno in naslovil jih je po svoje.
Za temi prvimi vzgojnimi poglavji je Košič uvrstil dva zgodovinska članka, ki se nanašata na verske razmere v prekmurščini.

Sledi še nekaj vzgojnih sestavkov, ki sledijo v glavnem tudi Slomškovim poglavjem.

Za proznim delom knjige sledi: Peszemszki Prisztávek, ki vsebuje pesmi pred poukom ino po njem, velikonočno (vüzemszko) in na Ivánovo, pet pogrebnih pesmi. Te Deum laudamus in na Sztaro Gregoráczijo, prevod madžarske pesmi, s katero v šolarji nabirali ob Gregorjevem darove za šolske potrebe in je bila gotovo razširjena že pred Košičem.

## Jezik
Oče Košiča je bil Hrvat, dokler mati je bila Slovenka iz Ivancev. V knjigi je pisal v knjižni prekmurščini in tudi uporabljal svojo ravensko, nekatere dolinske, pa goričko in porabsko narečje, ker Gornji Senik, kjer je pastiroval je spada v Porabju.

Porabske izraze so: vszizáma, mlájsom, ali szvatérja. Nekaj izrazov je prevzel od Slomška: piszmenke, szlove, paszuhov, molek, szmodko. Naredil pa je tudi nekaj novih izrazov, kot zvünejsina, opobougslivih, ali vöransztvo.